# Encalyptaceae
Encalyptaceae là một họ rêu trong bộ Encalyptales. Họ này có 2 chi; chi Bryobartramia, trước đây nằm trong họ này nhưng hiện được xếp thành một họ riêng.